# Halowe Mistrzostwa Świata w Lekkoatletyce 2001 – siedmiobój mężczyzn
Siedmiobój mężczyzn – jedna z konkurencji rozgrywanych podczas halowych mistrzostw świata w lekkoatletyce w 2001, zmagania w niej odbyły się w dniach 10-11 marca.
Do konkursu zgłoszonych zostało 8 zawodników z 7 państw.
Zawody w tej konkurencji wygrał reprezentant Czech Roman Šebrle. Drugą pozycję zajął zawodnik z Islandii Jón Arnar Magnússon, trzecią zaś reprezentujący Rosję Lew Łobodin.

## Wyniki

### Bieg na 60 m
Źródło: 
| Miejsce | Zawodnik            | Państwo           | Wynik | Uwagi |
| ------- | ------------------- | ----------------- | ----- | ----- |
| 1.      | Chris Huffins       | Stany Zjednoczone | 6,91  |       |
| 2.      | Ałeksandr Jurkow    | Ukraina           | 6,99  | PB    |
| 3.      | Lew Łobodin         | Rosja             | 6,99  |       |
| 4.      | Roman Šebrle        | Czechy            | 7,00  |       |
| 5.      | Erki Nool           | Estonia           | 7,01  |       |
| 6.      | Stephen Moore       | Stany Zjednoczone | 7,03  |       |
| 7.      | Jón Arnar Magnússon | Islandia          | 7,07  |       |
| 8.      | Mário Aníbal        | Portugalia        | 7,08  |       |

### Skok w dal
Źródło: 
| Miejsce | Zawodnik            | Państwo           | Podejście | Podejście | Podejście | Wynik | Uwagi |
| Miejsce | Zawodnik            | Państwo           | #1        | #2        | #3        | Wynik | Uwagi |
| ------- | ------------------- | ----------------- | --------- | --------- | --------- | ----- | ----- |
| 1.      | Roman Šebrle        | Czechy            | 7,88      | 7,87      | 6,11      | 7,88  |       |
| 2.      | Jón Arnar Magnússon | Islandia          | X         | 7,74      | X         | 7,74  |       |
| 3.      | Erki Nool           | Estonia           | 7,09      | X         | 7,60      | 7,60  |       |
| 4.      | Ałeksandr Jurkow    | Ukraina           | 6,91      | 7,55      | X         | 7,55  | PB    |
| 5.      | Stephen Moore       | Stany Zjednoczone | X         | X         | 7,46      | 7,46  |       |
| 6.      | Chris Huffins       | Stany Zjednoczone | X         | 7,29      | 7,16      | 7,29  | PB    |
| 7.      | Lew Łobodin         | Rosja             | 7,25      | 7,25      | 7,27      | 7,27  |       |
| 8.      | Mário Aníbal        | Portugalia        | 6,95      | 3,42      | 6,99      | 6,99  |       |

### Pchnięcie kulą
Źródło: 
| Miejsce | Zawodnik            | Państwo           | Podejście | Podejście | Podejście | Wynik | Uwagi |
| Miejsce | Zawodnik            | Państwo           | #1        | #2        | #3        | Wynik | Uwagi |
| ------- | ------------------- | ----------------- | --------- | --------- | --------- | ----- | ----- |
| 1.      | Lew Łobodin         | Rosja             | 15,34     | 16,39     | 15,56     | 16,39 | PB    |
| 2.      | Jón Arnar Magnússon | Islandia          | 16,07     | 16,28     | 16,34     | 16,34 | PB    |
| 3.      | Roman Šebrle        | Czechy            | 14,91     | 15,75     | X         | 15,75 | PB    |
| 4.      | Mário Aníbal        | Portugalia        | 14,47     | 15,08     | X         | 15,08 |       |
| 5.      | Erki Nool           | Estonia           | X         | 14,89     | X         | 14,89 | PB    |
| 6.      | Chris Huffins       | Stany Zjednoczone | 14,75     | 14,59     | X         | 14,75 |       |
| 7.      | Ałeksandr Jurkow    | Ukraina           | 14,10     | X         | 13,44     | 14,10 |       |
| 8.      | Stephen Moore       | Stany Zjednoczone | 11,40     | 12,46     | 12,65     | 12,65 |       |

### Skok wzwyż
Źródło: 
| Miejsce | Zawodnik            | Państwo           | Wysokość (m) | Wysokość (m) | Wysokość (m) | Wysokość (m) | Wysokość (m) | Wysokość (m) | Wysokość (m) | Wysokość (m) | Wysokość (m) | Wysokość (m) | Wysokość (m) | Wysokość (m) | Wynik | Uwagi |
| Miejsce | Zawodnik            | Państwo           | 1,84         | 1,87         | 1,90         | 1,93         | 1,96         | 1,99         | 2,02         | 2,05         | 2,08         | 2,11         | 2,14         | 2,17         | Wynik | Uwagi |
| ------- | ------------------- | ----------------- | ------------ | ------------ | ------------ | ------------ | ------------ | ------------ | ------------ | ------------ | ------------ | ------------ | ------------ | ------------ | ----- | ----- |
| 1.      | Stephen Moore       | Stany Zjednoczone | –            | –            | –            | –            | –            | O            | –            | O            | O            | O            | O            | XXX          | 2,14  |       |
| 2.      | Roman Šebrle        | Czechy            | –            | –            | –            | –            | O            | –            | O            | O            | O            | XXX          | –            | –            | 2,08  |       |
| 3.      | Jón Arnar Magnússon | Islandia          | –            | O            | –            | O            | XO           | O            | XO           | XO           | XXX          | –            | –            | –            | 2,05  | PB    |
| 4.      | Ałeksandr Jurkow    | Ukraina           | O            | O            | O            | O            | XO           | XXX          | –            | –            | –            | –            | –            | –            | 1,96  |       |
| 4.      | Mário Aníbal        | Portugalia        | –            | –            | O            | O            | XO           | XXX          | –            | –            | –            | –            | –            | –            | 1,96  |       |
| 6.      | Chris Huffins       | Stany Zjednoczone | –            | XO           | –            | O            | XXX          | –            | –            | –            | –            | –            | –            | –            | 1,93  |       |
| 7.      | Erki Nool           | Estonia           | –            | –            | O            | XO           | XXX          | –            | –            | –            | –            | –            | –            | –            | 1,93  |       |
| 7.      | Lew Łobodin         | Rosja             | –            | –            | O            | XO           | XXX          | –            | –            | –            | –            | –            | –            | –            | 1,93  |       |

### Bieg na 60 m przez płotki
Źródło: 
| Miejsce | Zawodnik            | Państwo           | Wynik | Uwagi |
| ------- | ------------------- | ----------------- | ----- | ----- |
| 1.      | Roman Šebrle        | Czechy            | 7,86  |       |
| 2.      | Lew Łobodin         | Rosja             | 7,86  |       |
| 3.      | Erki Nool           | Estonia           | 8,02  | PB    |
| 4.      | Stephen Moore       | Stany Zjednoczone | 8,06  |       |
| 5.      | Jón Arnar Magnússon | Islandia          | 8,09  |       |
| 6.      | Ałeksandr Jurkow    | Ukraina           | 8,19  | PB    |
| 7.      | Mário Aníbal        | Portugalia        | 8,20  |       |
| –       | Chris Huffins       | Stany Zjednoczone | DNS   |       |

### Skok o tyczce
Źródło: 
| Miejsce | Zawodnik            | Państwo           | Wysokość (m) | Wysokość (m) | Wysokość (m) | Wysokość (m) | Wysokość (m) | Wysokość (m) | Wysokość (m) | Wysokość (m) | Wysokość (m) | Wysokość (m) | Wynik | Uwagi |
| Miejsce | Zawodnik            | Państwo           | 4,40         | 4,60         | 4,70         | 4,80         | 4,90         | 5,00         | 5,10         | 5,20         | 5,30         | 5,40         | Wynik | Uwagi |
| ------- | ------------------- | ----------------- | ------------ | ------------ | ------------ | ------------ | ------------ | ------------ | ------------ | ------------ | ------------ | ------------ | ----- | ----- |
| 1.      | Lew Łobodin         | Rosja             | –            | –            | –            | XO           | –            | XXO          | O            | O            | XXX          | –            | 5,20  |       |
| 2.      | Ałeksandr Jurkow    | Ukraina           | –            | –            | –            | O            | –            | O            | –            | XXO          | –            | XXX          | 5,20  | PB    |
| 3.      | Stephen Moore       | Stany Zjednoczone | O            | O            | O            | O            | XO           | O            | XO           | XXX          | –            | –            | 5,10  |       |
| 4.      | Erki Nool           | Estonia           | –            | –            | –            | –            | –            | O            | –            | XXX          | –            | –            | 5,00  |       |
| 5.      | Jón Arnar Magnússon | Islandia          | –            | –            | O            | –            | O            | XXX          | –            | –            | –            | –            | 4,90  |       |
| 6.      | Roman Šebrle        | Czechy            | O            | O            | –            | O            | XO           | XXX          | –            | –            | –            | –            | 4,90  | PB    |
| 7.      | Mário Aníbal        | Portugalia        | XO           | O            | –            | O            | XO           | XXX          | –            | –            | –            | –            | 4,90  |       |
| –       | Chris Huffins       | Stany Zjednoczone | DNS          | DNS          | DNS          | DNS          | DNS          | DNS          | DNS          | DNS          | DNS          | DNS          | DNS   |       |

### Bieg na 1000 m
Źródło: 
| Miejsce | Zawodnik            | Państwo           | Wynik   | Uwagi |
| ------- | ------------------- | ----------------- | ------- | ----- |
| 1.      | Roman Šebrle        | Czechy            | 2:37,86 | CR    |
| 2.      | Stephen Moore       | Stany Zjednoczone | 2:42,35 |       |
| 3.      | Lew Łobodin         | Rosja             | 2:43,59 | PB    |
| 4.      | Mário Aníbal        | Portugalia        | 2:44,13 |       |
| 5.      | Erki Nool           | Estonia           | 2:44,38 |       |
| 6.      | Jón Arnar Magnússon | Islandia          | 2:44,99 |       |
| 7.      | Ałeksandr Jurkow    | Ukraina           | 2:45,04 | PB    |

### Ostateczna klasyfikacja
| Miejsce | Zawodnik            | Państwo           | Konkurencje | Konkurencje | Konkurencje | Konkurencje | Konkurencje | Konkurencje | Konkurencje   | Wynik | Uwagi |
| Miejsce | Zawodnik            | Państwo           | 60m         | LJ          | SP          | HJ          | 60H         | PV          | 1000          | Wynik | Uwagi |
| ------- | ------------------- | ----------------- | ----------- | ----------- | ----------- | ----------- | ----------- | ----------- | ------------- | ----- | ----- |
| 01 !    | Roman Šebrle        | Czechy            | 882 (7,00)  | 1030 (7,88) | 836 (15,75) | 878 (2,08)  | 1017 (7,86) | 880 (4,90)  | 897 (2:37,86) | 6420  |       |
| 02 !    | Jón Arnar Magnússon | Islandia          | 858 (7,07)  | 995 (7,74)  | 872 (16,34) | 850 (2,05)  | 959 (8,09)  | 880 (4,90)  | 819 (2:44,99) | 6233  |       |
| 03 !    | Lew Łobodin         | Rosja             | 886 (6,99)  | 878 (7,27)  | 875 (16,39) | 740 (1,93)  | 1017 (7,86) | 972 (5,20)  | 834 (2:43,59) | 6202  |       |
| 4.      | Stephen Moore       | Stany Zjednoczone | 872 (7,03)  | 925 (7,46)  | 646 (12,65) | 934 (2,14)  | 967 (8,06)  | 941 (5,10)  | 847 (2:42,35) | 6132  |       |
| 5.      | Erki Nool           | Estonia           | 879 (7,01)  | 960 (7,60)  | 783 (14,89) | 740 (1,93)  | 977 (8,02)  | 910 (5,00)  | 825 (2:44,38) | 6074  |       |
| 6.      | Ałeksandr Jurkow    | Ukraina           | 886 (6,99)  | 947 (7,55)  | 734 (14,10) | 767 (1,96)  | 935 (8,19)  | 972 (5,20)  | 818 (2:45,04) | 6059  |       |
| 7.      | Mário Aníbal        | Portugalia        | 854 (7,08)  | 811 (6,99)  | 795 (15,08) | 767 (1,96)  | 932 (8,20)  | 880 (4,90)  | 828 (2:44,13) | 5867  |       |
| –       | Chris Huffins       | Stany Zjednoczone | 915 (6,91)  | 883 (7,29)  | 774 (14,75) | 740 (1,93)  | DNS         | DNS         | DNS           | DNF   |       |